# Uranija
Uranija (starogrško Ουρανία: Ouranía) je bila muza astronomije ali zvezdoslovja in astrologije v grški mitologiji. Pogosto v eni roki drži globus, v drugi roki pa kljukico.
Po Uraniji se imenuje mnogo astronomskih observatorijev, Urania v Berlinu, na Dunaju, v Zürichu in v Antwerpnu in Uraniborg na danskem otoku Hven.
Po njej se imenuje asteroid 30 Uranija (Urania) in besede, kot sta Uranometrija ali Uranografija.